# Иван Непомнящий (фразеологизм)
Иван Непо́мнящий (Иван не помнящий родства) — крылатое выражение, фразеологизм, обозначающий человека без убеждений и традиций.
История этого выражения начинается в царской России, когда пойманные беглые каторжники и крепостные крестьяне, пытаясь скрыть своё прошлое и имя, ссылались при задержании на то, что не помнят своего имени и родства. В полицейских участках их записывали как «Иван, не помнящий родства» (юридический термин того времени).
Прозвище «Иван Непомнящий» вошло в литературную речь под воздействием сатирика М. Е. Салтыкова-Щедрина, который под этим прозвищем изображал беспринципных литераторов, в основе литературной деятельности которых — «ненависть к принципам и убеждениям».
Без идеи, без убеждения, без всякого понятия о добре и зле, Иваны Непомнящие…щеголяют отсутствием убеждений и во всеуслышание объявляют, что ни завтра, ни послезавтра не намерены стесняться никакими «узами».М. Е. Салтыков-Щедрин, «Мелочи жизни»